# Scaeva albomaculata
Scaeva albomaculata is een vliegensoort uit de familie van de zweefvliegen (Syrphidae). De wetenschappelijke naam van de soort werd in 1842 als Syrphus albomaculatus gepubliceerd door Justin Pierre Marie Macquart.